# Makassar-Sprache
Makassar (auch Makasar oder Macassar; ᨅᨔ ᨆᨀᨔᨑ Basa Mangkasara, Basa Mangkasara) ist eine Sprache der Makassaren in der indonesischen Provinz Sulawesi Selatan im Süden der Insel Sulawesi. Die Makassar-Sprache ist ein Mitglied der austronesischen Sprachfamilie.
Obwohl die Makassar-Sprache heute oft mit lateinischen Buchstaben geschrieben wird, ist auch eine eigene Schrift in Gebrauch, das Lontara, das einst auch verwendet wurde, um wichtige Dokumente in Buginesisch und Mandar abzufassen, die zwei verwandte Sprachen auf Sulawesi sind.

## Sonstiges
Das Kürzel nach ISO 639-3 für die Sprache ist mak; in der ISO 639-1 und ISO 639-2 ist sie nicht aufgeführt.